# Isocreosol
Isocreosol, 2-metoxi-5-metilfenol, 5-metilguaiacol, 6-metoxi-m-cresol ou 6-metoxi-meta-cresol é um composto químico orgânico, um fenol, de fórmula C8H10O2, massa molecular 138,1638. É classificado com o número CAS 1195-09-1.